# Ге (літера гебрайської абетки)
| Фінікійська | Звичайна | Звичайна | Курсив |
| ----------- | -------- | -------- | ------ |
| He          | ה        | ה        |        |

Хе (іноді хей або гей) (івр. הֵי) — п'ята літера гебрайської абетки. В івриті означає дзвінкий гортанний фрикативний звук [ɦ]. ה в кінці слова може використовуватися як матрес лекціоніс. Є однією з п'яти літер, які не подвоюються.
Походить від фінікійської літери 𐤄.

## Unicode
| Unicode Codepoint | U+05d4           |
| Unicode-Name      | HEBREW LETTER HE |
| HTML              | &#1492;          |
| ISO 8859-8        | 0xe4             |